# 新格闘プロレス
新格闘プロレス（しんかくとうプロレス）は、かつて存在した日本のプロレス団体。

## 歴史
1994年1月、ユニット「平成維震軍」を円満脱会した青柳政司が設立。3月11日、後楽園ホールで旗揚げ戦を開催。
「勝負論の追求」を旗頭に従来のプロレスとは違う「真剣勝負」を謳い文句に興行を開催。また修斗と業務提携を結び、公式戦として修斗と対抗戦を行ったが、所属選手全てが秒殺されてしまいイメージを大きく低下させてしまう。この結果は急落していたとはいえ、まだかろうじて存在していた「プロレス最強論」を崩壊させるきっかけとなった。修斗所属選手の朝日昇は紙のプロレスでのインタビューで「この試合で、自分がそれまで抱いていたプロレスに対する憧れが無くなってしまいました」と発言している。
4月、エースの青柳が木村浩一郎に敗戦して「もう1度リベンジして今度負けたら引退する」と公言したものの、結局再戦を行わないまま一方的に退団する。5月、日本で開催されたWWF（現：WWE）のマニアツアーに参戦。勝負論を追求するはずだった青柳が、その対極の存在でエンターテイメントのWWFに参加した事で批判された。青柳はWWFが格闘技団体を作るという話を聞いて、それに参加するためにマニアツアーに自分を売り込んだとも言われている。
青柳の退団に加えて修斗との関係も無くなり、苦しかった経営がさらに悪化してしまい、残された所属選手で細々と興行を開催したが力尽きてしまい、10月に自然消滅という形で活動終了。
11月、[松阪市総合体育館で全試合を「有刺鉄線金網デスマッチ」で行う特別興行を開催。全試合終了後に所属選手がリングで「残ったメンバーで新生新格闘プロレスとして再出発する」と、再興をアピールして12月に岩手県営体育館で興行の予定だったが、中止となり11月に解散した。

## 所属選手
- 青柳政司（誠心会館兼任所属）
- 木村浩一郎
- 平野勝美
- 高山秀男（現：BADBOY非道）
- 藤田豊成（現：マグニチュード岸和田）
- 山田圭介（現：バッファロー）
- 矢口壹琅（現：雷神矢口）
- 高智政光
- 板倉弘（現：板倉広）
- 茂田信吾
- 秋山文生
- 木川田潤
- 大角比呂詩（現：新宿鮫）

## スタッフ

### レフェリー
- 松井幸則